# Aleurodiscus cremicolor
Aleurodiscus cremicolor är en svampart som beskrevs av Hjortstam & Ryvarden 1982. Aleurodiscus cremicolor ingår i släktet Aleurodiscus och familjen Stereaceae.   Inga underarter finns listade i Catalogue of Life.